# ウィズ・ア・リトル・ヘルプ・フロム・マイ・フレンズ
「ウィズ・ア・リトル・ヘルプ・フロム・マイ・フレンズ」（With a Little Help from My Friends）は、ビートルズの楽曲である。1967年に発売された8作目のイギリス盤公式オリジナル・アルバム『サージェント・ペパーズ・ロンリー・ハーツ・クラブ・バンド』に収録された。ジョン・レノンとポール・マッカートニーによって書かれた楽曲（名義はレノン＝マッカートニー）で、リード・ボーカルはリンゴ・スターが務めている。ビートルズ解散後のスターのソロ・コンサートにおける定番曲の1つとなっている。
1978年に「サージェント・ペパーズ・ロンリー・ハーツ・クラブ・バンド」とともにシングル・カットされ、全英シングルチャートで最高位63位、Billboard Hot 100で最高位71位を記録した。
2010年版のローリング・ストーンの選ぶオールタイム・グレイテスト・ソング500では第311位にランクされている。

## 背景・曲の構成
「ウィズ・ア・リトル・ヘルプ・フロム・マイ・フレンズ」は、1967年3月中旬にレノンとマッカートニーによって、スターが演じるビリー・シアーズ（Billy Shears）という架空の歌手が歌うというコンセプトのもとで書かれた。当時『サージェント・ペパーズ・ロンリー・ハーツ・クラブ・バンド』のレコーディング・セッションは終盤に差しかかっており、時間に余裕がなかった関係から、本作を書き始めた翌日にレコーディングを行う予定となっていた。マッカートニーは当時について「ジョンと僕のちょっとした職人作業だった。僕はいつもそれを007の映画の主題歌を書くようなものと考えていた。リンゴのキーにあわせて書かなきゃならなかったうえに、少しおふざけっぽく書かなきゃならなかったから、僕からすれば普段とはちょっと違った作業だ」と語っている。
本曲の当初のタイトルは、「Badfinger Boogie（バッドフィンガー・ブギ）」。楽曲の制作はレノンがギター、マッカートニーがピアノを弾きながら行われた。レノンは1980年の『プレイボーイ』誌のインタビューで、「ポールの曲で、少しだけ僕も手伝った。『What do you see when you turn out the light, I can't tell you, but I know it's mine.（灯りを消したらなにが見えるんだろう？言えないけど、わかってる、ぼくのものさ）』の部分をね」と語っている。本作の制作の途中で、マッカートニーは「フール・オン・ザ・ヒル」を歌い出し、レノンがこの時点でできていた歌詞を書き留めた。
冒頭の歌詞は当初「What would you think if I sang out of tune? Would you throw ripe tomatoes at me?（もし僕が音程を外して歌ったら君はどう思う？熟したトマトを投げつけてくれるかい？）」となっていたが、スターが「将来この曲をステージで歌うことになったときに本当にトマトを投げつけられたら嫌だ」と言って断り、現在の歌詞に変更された。これは1964年頃、記者会見でジョージ・ハリスンがゼリービーンズが好きだとコメントしたことがきっかけで、ステージ上にゼリービーンズが投げ込まれるというハプニングが起きたことが関係している。
アメリカでの発売後、のちの第39代米国合衆国副大統領スピロ・アグニューは歌詞中の「I get high with a little help from my friends（友達の助けを借りてハイになる）」というフレーズについて、「キャッチーな曲ではあるが、指摘されるまで“フレンズ”というのが各種のドラッグを指すことには気が付かなかった」と語っており、本作を放送禁止にするように働きかけた。このフレーズについて、マッカートニーは「当時はマリファナの時代だったから、軽く触れないわけにはいかなかった」と語っている。

## レコーディング
本作のレコーディングは、アルバムのジャケット撮影を行う前日の1967年3月29日にEMIレコーディング・スタジオのスタジオ2で開始。レコーディング初日の時点で、前曲「サージェント・ペパーズ・ロンリー・ハーツ・クラブ・バンド」と繋げることが決まっていたことから、ボーカル・インタールードからのスタートとなった。バッキング・トラックを10テイク録音したのち、テイク10が採用された。バッキング・トラックのトラック1にはマッカートニーのピアノ、トラック2にはハリスンのギター、トラック3にはスターのドラムとレノンのカウベル、トラック4にはハモンドオルガンが収録されていた。その後2本目の4トラック・レコーダーにコピーされて、テイク11が作成され、トラック3と4にスターのリード・ボーカル、レノン・マッカートニー・ハリスンの3名によるヴァース部分の問いかけ部分が録音された。
翌日、冒頭のボーカル・インタールードにティンパニとスネアドラムがオーバー・ダビングされ、これらはトラック2に録音。残りのトラックにベース、タンバリン、リードギターが加えられた。こののち、スターのリード・ボーカルを片方のみ削除して、トラック3に新たなバッキング・ボーカルを録音し、冒頭にハモンドオルガンが加えられた。本作のセッションは、1967年3月30日午前5時45分で終了した。
1967年3月31日に15種類のモノラル・ミックス、4月7日にステレオ・ミックスが作成された。なお、モノラル・ミックスでスターのボーカルに加えられたADTの量は、ステレオ・ミックス作成後に減らされた。

## ライブでの演奏
「ウィズ・ア・リトル・ヘルプ・フロム・マイ・フレンズ」は、リンゴ・スター&ヒズ・オール・スター・バンドのライブの定番曲となっており、『Ringo Starr & His All-Starr Band Vol.2 -LIVE FROM MONTREUX-』（1993年）、『ストーリーテラー・ライヴ』（1998年）、『アンソロジー・ソー・ファー』（2001年）、『King Biscuit Flower Hour Presents Ringo & His New All-Starr Band』（2002年）、『ツアー2003』（2004年）、『Ringo Starr and Friends』（2006年）、『Ringo Starr: Live at Soundstage』（2007年）、『リンゴ・アンド・ヒズ・オール・スターズ・バンド・ライブ2006』（2008年）、『ライヴ・アット・ザ・グリーク・シアター2008』（2010年）などのアルバムにライブ音源が収録されている。
1987年にロンドンにあるウェンブリー・アリーナで開催された『Prince's Trust Concert』でスターは、ハリスン、エリック・クラプトン、エルトン・ジョンらとともに本作を演奏した。
2009年4月4日にニューヨークにあるラジオシティ・ミュージックホールで開催されたデヴィッド・リンチ財団による慈善コンサートで、マッカートニーとスターが本作を演奏。その後、2014年1月27日にビートルズの『エド・サリヴァン・ショー』に初出演してから50年を迎えたことを記念して開催された『The Night That Changed America: A Grammy Salute to The Beatles』でも演奏した。

## クレジット
※出典（特記を除く）
- リンゴ・スター - リード・ボーカル、ドラム、タンバリン[6]
- ジョン・レノン - バッキング・ボーカル、ギター[6]、カウベル
- ポール・マッカートニー - バッキング・ボーカル、ピアノ、ベース
- ジョージ・ハリスン - リズムギター[17]、リードギター
- ジョージ・マーティン - ハモンドオルガン

## チャート成績（ビートルズ版）
| チャート (1978年 - 1987年) | 最高位 |
| -------------------------- | ------ |
| オランダ (Single Top 100)  | 92     |
| UK シングルス (OCC)        | 63     |
| US Billboard Hot 100       | 71     |
| US Cash Box Top 100        | 92     |
| US Record World Chart      | 103    |

## 認定
| 国/地域                          | 認定   | 認定/売上数 |
| -------------------------------- | ------ | ----------- |
| イギリス (BPI)                   | Silver | 200,000     |
| 認定のみに基づく売上数と再生回数 |        |             |

## カバー・バージョン
「ウィズ・ア・リトル・ヘルプ・フロム・マイ・フレンズ」は、多数のアーティストによってカバーされており、1968年にジョー・コッカー、1988年にWet Wet Wet、2004年にサム&マークによるカバー・バージョンが全英シングルチャートで第1位を記録した。

### ジョー・コッカーによるカバー
ジョー・コッカーによるカバー・バージョンは、1968年10月にシングル盤として発売された。コッカーとプロデューサーのデニー・コーデルは、レコーディング後にマッカートニーに聴かせており、2014年にマッカートニーは「この曲をソウルのアンセムに変えてくれた彼にいつも感謝している」と語っている。リードギターはジミー・ペイジによる演奏。
コッカーのシングル盤は、1968年11月6日から12日の週に全英シングルチャートで第1位を獲得。1968年12月14日付のBillboard Hot 100では最高位68位、オランダのシングル・トップ100では11月16日の週から2週連続で第1位、スイスのシュヴァイツァー・ヒットパラーデで第1位を獲得。
コッカーは、1969年8月17日に開催された「ウッドストック・フェスティバル」で本作を演奏。コッカーによるカバー・バージョンは、1998年から2003年まで放送されたテレビシリーズ『素晴らしき日々』のオープニングテーマとして使用された。2014年にBBCが行なった世論調査では、これまでで7番目に優れたカバー曲に選ばれた。2001年、コッカーによるカバー・バージョンがグラミーの殿堂入りを果たした。

#### チャート成績（ジョー・コッカー版）
| チャート (1968年)                | 最高位 |
| -------------------------------- | ------ |
| オーストリア (Ö3 Austria Top 40) | 6      |
| ベルギー (Ultratop 50 Flanders)  | 8      |
| ベルギー (Ultratop 50 Wallonia)  | 1      |
| カナダ トップシングルス (RPM)    | 36     |
| オランダ (Dutch Top 40)          | 2      |
| オランダ (Single Top 100)        | 1      |
| ノルウェー (VG-lista)            | 5      |
| スペイン (PROMUSICAE)            | 42     |
| スイス (Schweizer Hitparade)     | 1      |
| UK シングルス (OCC)              | 1      |
| US Billboard Hot 100             | 68     |
| US Cash Box Top 100              | 54     |

| チャート (2014年)            | 最高位 |
| ---------------------------- | ------ |
| スペイン (PROMUSICAE)        | 42     |
| スイス (Schweizer Hitparade) | 45     |

| チャート (2015年) | 最高位 |
| ----------------- | ------ |
| フランス (SNEP)   | 29     |

### その他のアーティストによるカバー
1967年、ジョー・ブラウンによるカバー・バージョンが発売され、全英シングルチャートに4週にわたってチャートインし、4週目に最高位32位を記録。同年にはヤング・アイディアによるカバー・バージョンも発売され、こちらは全英シングルチャートで最高位10位を記録。
1986年、カナダのバンドであるキック・アクスによるカバー・バージョンが、『RPM』誌のシングルチャートで最高位79位を記録。
1988年、Wet Wet Wetによるカバー・バージョンが、ビリー・ブラッグとカーラ・ティビーによる「シーズ・リーヴィング・ホーム」のカバー・バージョンとの両A面シングルとして発売された。このシングルは、全英シングルチャートで第1位を獲得。
2004年、サム&マークによるカバー・バージョンが発売され、全英シングルチャートで第1位を獲得。
2018年、コリーン・ノーラン、ルイーザ・ジョンソン、リック・アストリー、ナイル・ロジャースらが国民保健サービスの設立70周年を記念したチャリティー・シングルとして本作をカバー。このシングルは、全英シングルチャートで最高位89位を記録。
竹内まりやが1992年に発売したアルバム『Quiet Life』に収録の「Forever Friends」には、この曲のフレーズがコーダに登場する。また、ビートルズのパロディ・バンドであるラトルズが1996年に発売したルバム『アーキオロジー』には、本作のパロディ・ソング「ランデヴー」が収録されている。